# Celothelium aciculiferum
Celothelium aciculiferum är en lavart som först beskrevs av William Nylander och som fick sitt nu gällande namn av Edvard Vainio. 
Celothelium aciculiferum ingår i släktet Celothelium och familjen Celotheliaceae. Inga underarter finns listade i Catalogue of Life.